# Sotka
Sotka (rusko со́тка - stotinka) je stara ruska enota za dolžino. Enota je enaka 1/100 ruskega sežnja ali 0,021336 m.